# Kookvertraging

Schematische weergave van kookvertraging.

Kookvertraging is het verhitten van een vloeistof boven haar kookpunt, zonder dat koken optreedt, oftewel de vloeistof-fase gaat boven het kookpunt niet over in de gasfase. Na toevoeging van een nucleatiekern zal de vloeistof alsnog snel gaan koken.

## Oorzaak
Bij het koken van een stof gaat deze stof over in de gasvorm: er ontstaan bellen gas. Iedere gasbel heeft een startpunt (nucleatiekern) nodig. Bij het koken van gewoon kraanwater zorgen kristallen en onzuiverheden in het water voor zo'n startpunt. 
Bij gezuiverde stoffen zijn deze startpunten vaak niet meer in de vloeistof aanwezig. Als gevolg hiervan komt het voor dat een vloeibare stof wordt verhit tot boven zijn kookpunt zonder dat daarbij gas ontstaat. Wanneer de vloeistof door bijvoorbeeld trillingen toch enkele nucleatiekernen vindt, zal deze gaan koken, en zal de temperatuur dalen tot de waarde die bij de aanwezige druk hoort. 
Kookvertraging is te vermijden door kooksteentjes te gebruiken. Ook kunnen zogeheten kookparels gebruikt worden, maar omdat die van glas zijn (met een zeer glad oppervlak), werkt dat minder goed. Een roervlo of vis (een in teflon ingesmolten magneetje dat door een draaiend magneetveld bewogen wordt) werkt ook goed. 
Bij het vriespunt van een gegeven stof kan een vergelijkbaar, omgekeerd fenomeen optreden, het effect van superkoeling.

## Metastabiele toestand
In de thermodynamica wordt een dergelijke toestand een metastabiele fase genoemd, een fase die door een kleine trilling of toevoeging van een andere stof kan overgaan in een stabielere fase. Als aan een kookvertraagde vloeistof plotseling een kristallisatiekern wordt toegevoegd, zal deze wel zeer snel koken. Dit proces kan zeer heftig verlopen: een nucleatiekern, veroorzaakt door een trilling, zal door het ontstaan van een gasbel zelf ook weer trillingen teweegbrengen en nieuwe kernen veroorzaken. Het resultaat is een kettingreactie. In het uiterste geval ontstaan er binnen een fractie van een seconde duizenden nieuwe kernen die allemaal tegelijk beginnen te koken. 